# Gueorgui Pinkhassov
Gueorgui Pinkhassov (né le 12 août 1952 à Moscou) est un photographe français d'origine russe, possédant la double nationalité, membre de l'agence Magnum Photos.

## Biographie
Gueorgui Pinkhassov découvre la photographie au cours de son adolescence, et entreprend des études à l'Institut national de la cinématographie à Moscou de 1969 à 1971.
Après ses études, il passe deux ans dans l'armée, et est ensuite engagé par la société de production Mosfilm où il devient photographe de plateau. Son travail est remarqué par le réalisateur Andreï Tarkovski, qui lui demande de travailler sur son film Stalker, en 1979.
En 1978, il obtient le statut d'artiste indépendant accordé par l'Union des artistes graphiques de Moscou (ru), ce qui lui a donné une plus grande liberté et lui a permis d'exposer son travail à l'échelle internationale. 
En 1979, son travail est remarqué pour la première fois en dehors de la Russie, à l'occasion d'une exposition de groupe de photographes soviétiques présentée à Paris. Auparavant, son travail avait principalement été vu dans un certain nombre de magazines russes, parmi lesquels  L'Artiste soviétique.
Son entrée à l'Agence Magnum en 1988 a permis de donner à son travail une audience encore plus large. Il a alors pu travailler pour des médias internationaux couvrant des événements majeurs en Lituanie, en Mongolie, en Indonésie et en Afrique. En 1991, il retourne à Moscou pour couvrir le coup d'État d'août 1991 pour le New York Times.
En 1993, son travail a été récompensé par un 1er prix du World Press Photo dans la catégorie Art et spectacle, pour un sujet sur l'avant-garde artistique en Chine, publié par le New York Times. En 1995, Gueorgui Pinkhassov obtient une bourse de la Ville de Paris.
En juin 2014, la RATP passe une commande à Gueorgui Pinkhassov lui demandant de réaliser un reportage photographique sur les transports en commun dans cinq villes où le groupe RATP est implanté : Casablanca, Florence, Londres, Paris et Séoul. 60 photographies en couleur, issues de ce travail, sont réunies dans un livre, publié en mars 2015 aux éditions de La Martinière, sous le titre Un nouveau regard sur la mobilité urbaine, dans lequel le photographe exprime sa perception de la mobilité urbaine.
Le travail de Gueorgui Pinkhassov a été montré dans de nombreuses expositions personnelles et collectives. Parmi celles-ci, on peut citer Magnum, Our turning World présentée dans diverses villes à travers le monde au cours de l'année 2000. Son  livre, Sightwalk, réunissant les photographies de son travail sur Tokyo a été publié par les éditions Phaidon en 1998.

## Publications
- 1993 : Une promenade à la Défense[1], Éditions Jean-Claude Lattès,  (ISBN 978-2-70961-233-3)
- 1998 : Sightwalk, Éditions Phaidon,  (ISBN 978-0-7148-3809-0)
- 2003 : Carnet d'opéra - Regards en coulisses, Éditions Xavier Barral,  (ISBN 978-2-91517-302-4)
- 2006 : Nordmeer[2], Mare verlag Gmbh, Hambourg, ,  (ISBN 978-3-93654-396-4).
- 2015 : Un nouveau regard sur la mobilité urbaine, éditions de La Martinière, Paris,  (ISBN 978-2-73247-136-5)